# Quinquatria
Il Quinquatria o Quinquatrus era una festività romana dedicata a Minerva, con consacrazione delle armi a Marte, e celebrata il 19 marzo, cinque (quinque) giorni dopo le idi di marzo.

## Significato della festività
Secondo Varrone, il nome di questa festività, che durava un solo giorno, derivava dal fatto che venisse celebrata il quinto giorno dopo le idi di marzo: allo stesso modo, gli abitanti di Tusculus avevano una festività il sesto giorno dalle idi chiamata Sextarus o una chiamata Septimarus il settimo giorno. Festo affermava che anche i Falisci chiamavano Decimatrus una celebrazione che aveva luogo il decimo giorno dalle idi.
Una spiegazione differente viene data da Ovidio, che afferma che i Quinquatria duravano cinque giorni, da cui il nome. È però possibile che solo il primo giorno fosse il Quinquatria vero e proprio, e che i successivi quattro fossero stati aggiunti successivamente, probabilmente all'epoca di Gaio Giulio Cesare, allo scopo di divertire il popolo: infatti, mentre il primo giorno era proibito versare sangue, nei successivi quattro venivano organizzati giochi gladiatorii. Questa interpretazione è avvalorata dal fatto che nei calendari più antichi solo un giorno è dedicato a questa festività.
È ancora Ovidio a riferire che la festività era dedicata al dies natalis ("compleanno") di Minerva, mentre Festo afferma che veniva commemorata la consacrazione alla divinità del tempio sull'Aventino. In questo giorno dedicato a Minerva, era uso che le donne consultassero gli indovini. Gli oratori ed i grammatici ricevevano il loro onorario in questo giorno, dacché Minerva era anche "magistra orationis" (maestra del dire) e protettrice dei suddetti.
Questa festività è menzionata anche nel Feriale Duranum, un calendario religioso ad uso dei militari di stanza a Dura Europos.

## Rituali
Il quinto giorno dei Quinquatria, il 23 marzo, era dedicato al rituale di purificazione delle tubae, le trombe da guerra; è però probabile che questa cerimonia, detta Tubilustrium, fosse stata in origine indipendente dai Quinquatria, e venisse a cadere nell'ultimo giorno di questi solo a seguito dell'estensione dei Quinquatria. L'imperatore Domiziano stabilì che la festa venisse celebrata annualmente nella sua villa ai piedi dei Colli Albani. Un collegio da lui istituito ebbe il compito di sovrintendere alle celebrazioni, che includevano cacce a bestie selvagge, spettacoli teatrali e gare di oratoria e poesia.
Fu in occasione dei Quinquatria del 59 che Nerone invitò la madre Agrippina Minore alla propria villa a Baia, con lo scopo di assassinarla affondando la nave su cui si trovava, ma Agrippina scampò alla morte.
Esisteva anche un'altra festività, detta Quinquatrus Minusculae o Quinquatrus Minores, celebrata alle idi di giugno (13 giugno) in cui i tubicines, i suonatori delle tubae, andavano in processione al tempio di Minerva.